# Bashkim Paçuku
Bashkim Paçuku (ur. 24 maja 1955 w Debarze) – albański śpiewak klasyczny (tenor), pochodzący z Macedonii Północnej.

## Życiorys
Urodził się w rodzinie albańskiej. Ukończył studia na Wydziale Muzycznym Uniwersytetu w Skopju. Naukę kontynuował w Teatrze Opery i Baletu w Tiranie oraz w centrum doskonalenia umiejętności wokalnych, działającym przy mediolańskiej La Scali. Studia wokalne ukończył na uniwersytecie w Bostonie.
Debiutował na deskach opery w Salem (Massachusetts) rolą Lippo Fiorentino w musicalu Kurta Weilla Street Scene i Nemorino w L’Elisir D’Amore. Pierwsze jego koncerty solowe miały miejsce w Harvard Hall w Bostonie i w St. Patrick’s Cathedral w Nowym Jorku, na mszy św. poświęconej pamięci Matki Teresy z Kalkuty. Kilkakrotnie występował jako solista opery w Worcester (Massachusetts). Jako solista występował także z Indian Hill Orchestra, kierowaną przez Paula Shannona i Johna Ehrlicha.
Otrzymał I nagrodę na XX Konkursie Artystów Muzycznych w Zagrzebiu.
Przez kilka lat współpracował z Chórem Radia i Telewizji w Prisztinie, jako solista, asystent dyrygenta i nauczyciel technik wokalnych. Otrzymał rolę Trimora w pierwszej operze, skomponowanej w Kosowie – Dziewczyna z Kaçaniku (Goca e Kaçanikut).
Posługuje się biegle włoskim, angielskim i chorwackim.

## Repertuar
- Alfredo – Traviata
- Rodolfo – Cyganeria
- Ferrando – Così fan tutte
- Cavaradossi – Tosca
- Tamino – Czarodziejski flet
- Lionel – Marta albo jarmark w Richmondzie
- Książę – Rigoletto
- Calaf – Turandot
- Werter – Werter
- Faust – Faust
- Leński – Eugeniusz Oniegin
- Don Jose – Carmen
- Federico – L’Arlesiana
- Nemorino – L’Elisir D’Amore
- Ernesto – Don Pasquale

## Dyskografia
- Celebrated Opera Arias I
- Celebrated Opera Arias II
- From the Albanian Songbook Album (wraz z Orkiestrą Symfoniczną RTV pod batutą Eno Koço)